# 𨭎
𨭎，是一種人工合成的化學元素，其化學符號为Sg，原子序數为106，屬於錒系後元素。
𨭎是一種放射性極高的超重元素，所有同位素的半衰期都很短，非常不穩定，壽命最長的同位素的半衰期也只有数分钟。在元素週期表中其位於d區。它是第7週期、第6族的成員，過渡金屬6d電子軌域的第4個元素，作為鎢之下的同族元素。
西元1974年，前蘇聯與美國的實驗室分別合成出了數顆106號元素的原子。而蘇聯科學家和美國科學家之間為了發現的優先權以及元素的命名爭執數年，最終國際純化學暨應用化學聯合會（IUPAC）才將𨭎作為該元素的正式名稱，以紀念對多個超鈾元素的發現有著重要貢獻的美國化學家格倫·西奧多·西博格。此外，它也是唯二用當時仍在世的人命名的元素，另一個是鿫，原子序118。

## 概论

### 超重元素的合成
超重元素的原子核是在两个不同大小的原子核的聚变中产生的。粗略地说，两个原子核的质量之差越大，两者就越有可能发生反应。由较重原子核组成的物质会作為靶子，被较轻原子核的粒子束轰击。两个原子核只能在距离足够近的时候，才能聚变成一个原子核。原子核都带正电荷，会因为静电排斥力而相互排斥，所以只有两个原子核的距离足够短时，强核力才能克服这个排斥力并发生聚变。粒子束因此被粒子加速器大大加速，以使这种排斥力与粒子束的速度相比变得微不足道。施加到粒子束上以加速它们的能量可以使它们的速度达到光速的十分之一。但是，如果施加太多能量，粒子束可能会分崩离析。
不过，只是靠得足够近不足以使两个原子核聚变：当两个原子核逼近彼此时，它们通常会融為一體约10−20秒，之後再分開（分開後的原子核不需要和先前相撞的原子核相同），而非形成单一的原子核。这是因为在尝试形成单个原子核的过程中，静电排斥力会撕开正在形成的原子核。每一对目标和粒子束的特征在于其截面，即两个原子核彼此接近时发生聚变的概率。这种聚变是量子效应的结果，其中原子核可通过量子穿隧效應克服静电排斥力。如果两个原子核可以在该阶段之后保持靠近，则多个核相互作用会导致能量的重新分配和平衡。
两个原子核聚变产生的原子核处于非常不稳定，被称为复合原子核的激发态。复合原子核为了达到更稳定的状态，可能会直接裂变，或是放出一些中子来带走激发能量。如果激发能量太小，无法放出中子，复合原子核就会放出γ射线来带走激发能量。这个过程会在原子核碰撞后的10−16秒发生，并创造出更稳定的原子核。原子核只有在10−14秒内不衰变，IUPAC/IUPAP联合工作小组才会认为它是化学元素。这个值大约是原子核得到它的外层电子，显示其化学性质所需的时间。

### 衰变和探测
粒子束穿过目标后，会到达下一个腔室——分离室。如果反应产生了新的原子核，它就会存在于这个粒子束中。在分离室中，新的原子核会从其它核素（原本的粒子束和其它反应产物）中分离，到达半导体探测器后停止。这时标记撞击探测器的确切位置、能量和到达时间。这个转移需要10−6秒的时间，因此原子核需要存在这么长的时间才能被检测到。若衰变發生，衰變的原子核被再次记录，并测量位置、衰变能量和衰变时间。
原子核的稳定性源自于强核力，但强核力的作用距离很短，随着原子核越来越大，强核力对最外层的核子（质子和中子）的影响减弱。同时，原子核会被质子之间，范围不受限制的静电排斥力撕裂。强核力提供的核结合能以线性增长，而静电排斥力则以原子序数的平方增长。后者增长更快，对重元素和超重元素而言变得越来越重要。超重元素理论预测及实际观测到的主要衰变方式，即α衰变和自发裂变都是这种排斥引起的。几乎所有会α衰变的核素都有超过210个核子，而主要通过自发裂变衰变的最轻核素有238个核子。有限位势垒在这两种衰变方式中抑制了原子核衰变，但原子核可以隧穿这个势垒，发生衰变。
放射性衰变中常产生α粒子是因为α粒子中的核子平均质量足够小，足以使α粒子有多余能量离开原子核。自发裂变则是由静电排斥力将原子核撕裂而致，会产生各种不同的产物。随着原子序数增加，自发裂变迅速变得重要：自发裂变的部分半衰期从92号元素铀到102号元素锘下降了23个数量级，从90号元素钍到100号元素镄下降了30个数量级。早期的液滴模型因此表明有约280个核子的原子核的裂变势垒会消失，因此自发裂变会立即发生。之后的核壳层模型表明有大约300个核子的原子核将形成一个稳定岛，其中的原子核不易发生自发裂变，而是会发生半衰期更长的α衰变。随后的研究发现预测存在的稳定岛可能比原先预期的更远，还发现长寿命锕系元素和稳定岛之间的原子核发生变形，获得额外的稳定性。对较轻的超重核素以及那些更接近稳定岛的核素的实验发现它们比先前预期的更难发生自发裂变，表明核壳层效应变得重要。
α衰变由发射出去的α粒子记录，在原子核衰变之前就能确定衰变产物。如果α衰变或连续的α衰变产生了已知的原子核，则可以很容易地确定反应的原始产物。因为连续的α衰变都会在同一个地方发生，所以通过确定衰变发生的位置，可以确定衰变彼此相关。已知的原子核可以通过它经历的衰变的特定特征来识别，例如衰变能量（或更具体地说，发射粒子的动能）。然而，自发裂变会产生各种分裂产物，因此无法从其分裂产物确定原始核素。

## 歷史

### 發現
𨭎原稱106號元素，首次於1974年在阿伯特·吉奥索和E. Kenneth Hulet的帶領下，利用劳伦斯伯克利国家实验室的超重離子直線加速器合成出來。他們用18O離子撞擊249Cf目標，並產生出新的核素263Sg。該核素進行放射衰變，半衰期為0.9 ± 0.2秒。

### 命名
發現106號元素的美國團隊提出將新元素命名為seaborgium（Sg），以紀念美國化學家格倫·西奧多·西博格。他是該團隊的成員之一，並在多個錒系元素的發現中都作出了重要的貢獻。這個名稱引起了爭議。IUPAC所用的臨時名稱為unnilhexium（Unh），根據IUPAC元素系統命名法。1994年，一個IUPAC委員會提出將元素命名為rutherfordium（104號元素的現稱），並規定元素不能以在世的人物命名。美國化學學會強烈抗議這項規定。他們指出，在阿爾伯特·愛因斯坦在世時命名的einsteinium（鑀）已經設下了先例，而且調查顯示化學家們對西博格仍然在世並沒有意見。鑒於國際上对104至107號元素名均存在較大分歧，1997年8月27日IUPAC在協商后正式對101至109號元素的重新英文定名，𨭎的英文現稱seaborgium得到了IUPAC的採用及國際上的承認。
全國科學技術名詞化學名詞審定委員會據此於1998年7月8日重新审定、公佈101至109號元素的中文命名，其中首次給出106號元素中文名：「𨭎」（xǐ，音同「喜」），名稱源自IUPAC決定的英文名seaborgium（Sg），以紀念美國化學家格倫·西奧多·西博格。

## 化學特性

### 推算的特性
氧化態
經過推算，𨭎是6d系過渡金屬的第3個元素，也是元素週期表中6族的最重元素，位於鉻、鉬和鎢以下。該族的所有元素都呈現出+6氧化態，其穩定性隨著元素的重量而增加。因此𨭎估計會有穩定的+6態。這個族的穩定+5和+4態也在較重的元素中呈現出來；除鉻(III)以外，該族的+3態是還原性的。
化學
𨭎的許多化學特性都是通過同族較輕元素的反應中推算出來的，如從鉬和鎢。鉬和鎢很容易形成三氧化物MO3，所以𨭎也應該會形成SgO3。已知的MO3氧化物能溶於鹼當中，並形成氧離子，因此𨭎也應形成𨭎酸鹽離子SgO42−。另外，WO3能與酸反應，意味著SgO3也會是兩性的。鉬的氧化物MoO3會與水氣反應，產生氫氧化物MoO2(OH)2，所以SgO2(OH)2也是可能形成的。同族較重的元素容易形成具揮發性和不穩定的六鹵化物MX6（X=Cl,F）。只有鎢形成不穩定的六溴化鎢WBr6。因此，SgF6和SgCl6都是可能形成的化合物，其繼承鎢的特性有可能表現在六溴化物SgBr6的更高穩定性上。這些鹵化物在氧和水氣中都是不穩定的，並會立即形成具揮發性的氧鹵化物MOX4和MO2X2。故此SgOX4（X=F,Cl）和SgO2X2（X=F,Cl）應該會形成。在水溶狀態下，它們和氟離子形成各種氧氟絡負離子，例如MOF5−和MO3F33−。𨭎也預計會形成類似的絡合物。

### 實驗化學

#### 氣態
最初研究𨭎化學的實驗主要是通過對揮發性氧氯化物進行氣態熱力色譜法。𨭎原子首先在這條反應中產生： 248Cm(22Ne,4n)266Sg，加熱後與O2/HCl混合物反應。產生出的氧氯化物的吸附屬性在測量之後與鉬和鎢作對比。結果顯示，𨭎形成了揮發性氧氯化物，與其他6族元素相似：
Sg + O
2 + 2 HCl → SgO
2Cl
2 + H
2
2001年，一組人員繼續研究𨭎的氣態化學。他們把𨭎與O2在H2O環境下反應。情況與形成氧氯化物時相近，實驗結果顯示形成了氫氧化氧𨭎，該反應在較輕的6族元素中是常見的。
2 Sg + 3 O
2 → 2 SgO
3
SgO
3 + H
2O → SgO
2(OH)
2

#### 水溶態
在水溶狀態下，𨭎的化學與鉬和鎢的相近，會形成穩定的+6氧化態。𨭎首先在HNO3/HF溶液中被稀釋成正離子交換樹脂，可能形成中性的SgO2F2或絡負離子[SgO2F3]−。0.1 M的HNO3溶液無法稀釋𨭎，而相比之下鉬和鎢則可以。這意味著[Sg(H2O)6]6+的水解最多進行到絡正離子[Sg(OH)5(H2O)]+為止。

#### 0价化合物
𨭎除了+6价外，目前唯一已知的氧化态为0。在2014年，𨭎被发现了羰基配合物Sg(CO)6，和同族形成的Cr(CO)6、Mo(CO)6、W(CO)6类似。Sg(CO)6是挥发性的化合物，和二氧化硅接触迅速反应。

### 化合物及絡離子
| 公式            | 名稱                           |
| --------------- | ------------------------------ |
| SgO2Cl2         | 氧氯化𨭎                       |
| SgO2F2          | 氧氟化𨭎                       |
| SgO3            | 三氧化𨭎                       |
| SgO2(OH)2       | 氫氧化氧𨭎                     |
| [SgO2F3]−       | trifluorodioxoseaborgate(VI)   |
| [Sg(OH)5(H2O)]+ | aquapentahydroxyseaborgium(VI) |
| Sg(CO)6         | 六羰基𨭎                       |

## 同位素
| 同位素 | 半衰期  | 半衰期 | 衰变方式  | 发现年份 | 发现方法       |
| 同位素 | 数值    | 来源   | 衰变方式  | 发现年份 | 发现方法       |
| ------ | ------- | ------ | --------- | -------- | -------------- |
| 258Sg  | 2.7 ms  | [ 2 ]  | SF        | 1994年   | 209Bi(51V,2n)  |
| 259Sg  | 402 ms  | [ 2 ]  | α         | 1985年   | 207Pb(54Cr,2n) |
| 259mSg | 226 ms  | [ 2 ]  | α, SF     | 2015年   | 206Pb(54Cr,n)  |
| 260Sg  | 4.95 ms | [ 2 ]  | SF, α     | 1985年   | 208Pb(54Cr,2n) |
| 261Sg  | 183 ms  | [ 2 ]  | α, β+, SF | 1985年   | 208Pb(54Cr,n)  |
| 261mSg | 9.3 μs  | [ 2 ]  | IT        | 2009年   | 208Pb(54Cr,n)  |
| 262Sg  | 10.3 ms | [ 2 ]  | SF, α     | 2001年   | 270Ds(—,2α)    |
| 263Sg  | 940 ms  | [ 2 ]  | α, SF     | 1994年   | 271Ds(—,2α)    |
| 263mSg | 420 ms  | [ 2 ]  | α         | 1974年   | 249Cf(18O,4n)  |
| 264Sg  | 78 ms   | [ 2 ]  | SF        | 2006年   | 238U(34Si,4n)  |
| 265Sg  | 9.2 s   | [ 2 ]  | α         | 1993年   | 248Cm(22Ne,5n) |
| 265mSg | 16.4 s  | [ 2 ]  | α         | 1993年   | 248Cm(22Ne,5n) |
| 266Sg  | 390 ms  | [ 2 ]  | SF        | 2004年   | 270Hs(—,α)     |
| 267Sg  | 9.8 min | [ 1 ]  | SF, α     | 2004年   | 271Hs(—,α)     |
| 267mSg | 1.7 min | [ 1 ]  | SF        | 2024年   | 271Hs(—,α)     |
| 268Sg  | 13 s    | [ 58 ] | SF        | 2022年   | 276Ds(—,2α)    |
| 269Sg  | 5 min   | [ 2 ]  | α         | 2010年   | 285Fl(—,4α)    |
| 271Sg  | 31 s    | [ 6 ]  | α, SF     | 2003年   | 287Fl(—,4α)    |

如同其他高原子序的超重元素，𨭎的所有同位素都具有極高的放射性，壽命短暫，非常不穩定。目前已知的𨭎同位素有12個（不包括亞穩態及K旋同核異構體）。半衰期最長的是267Sg和269Sg，半衰期分别為9.8分鐘和5分鐘。半衰期最短的是261mSg，會進行內部轉變。其半衰期為92微秒。

### 同核異構體
266Sg
最初的研究辨認出一次8.63 MeV的α衰變，半衰期約為21秒，並指向266Sg的基態。之後的研究辨認出一個以8.52和8.77 MeV能量進行α放射的核素，其半衰期約為21秒。這對偶-偶核素來說是罕見的。近期有關合成270Hs的工作辨認出266Sg進行自發裂變，半衰期只有360毫秒。最近對277Cn和269Hs的研究為265Sg和261Rf的衰變帶來了新的信息。結果指出，原先的8.77 MeV活動應該指向265Sg。因此，自發裂變是源自基態的，而8.52 MeV的活動則是源自高旋的K同核異構體的。要證實這一切則仍需要更多的實驗。最近重新評估數據後的結論指出，8.52 MeV的活動應該指向265Sg，而266Sg只會進行裂變。
265Sg
直接合成265Sg的實驗產生了4條α線：8.94、8.84、8.76和8.69 MeV，半衰期為7.4秒。對產自277Cn和269Hs衰變的265Sg的觀測指出，8.69 MeV的α線可能與半衰期約為20秒的一個同核異構能級有關。這個能級很可能就是混淆指向266Sg或265Sg的原因，因為兩者均能夠衰變為進行裂變的鑪同位素。
對數據的重新評估指出，確實存在兩種同核異構體。一種的主要衰變能量為8.85 MeV，半衰期為8.9秒；第二種衰變能量為8.70 MeV，半衰期為16.2秒。
263Sg
成功合成263Sg的反應產生了一條能量為9.06 MeV的α線。在觀察271gDs、271mDs和267Hs衰變產生的263Sg之後，研究人員證實了以9.25 MeV的α放射進行衰變的同核異構體。同時9.06 MeV的衰變也被證實了，並指向半衰期為0.3秒的基態。9.25 MeV的活動指向半衰期為0.9秒的同核異構能級。
最近合成271g,mDs的數據當中有關267Hs衰變的結果存在怪異之處。其中一次衰變中，267Hs衰變為263Sg，再進行α衰變，半衰期約為6秒。該活動仍沒有確切的同核異構體源頭，要得出結論就需要更多的研究。

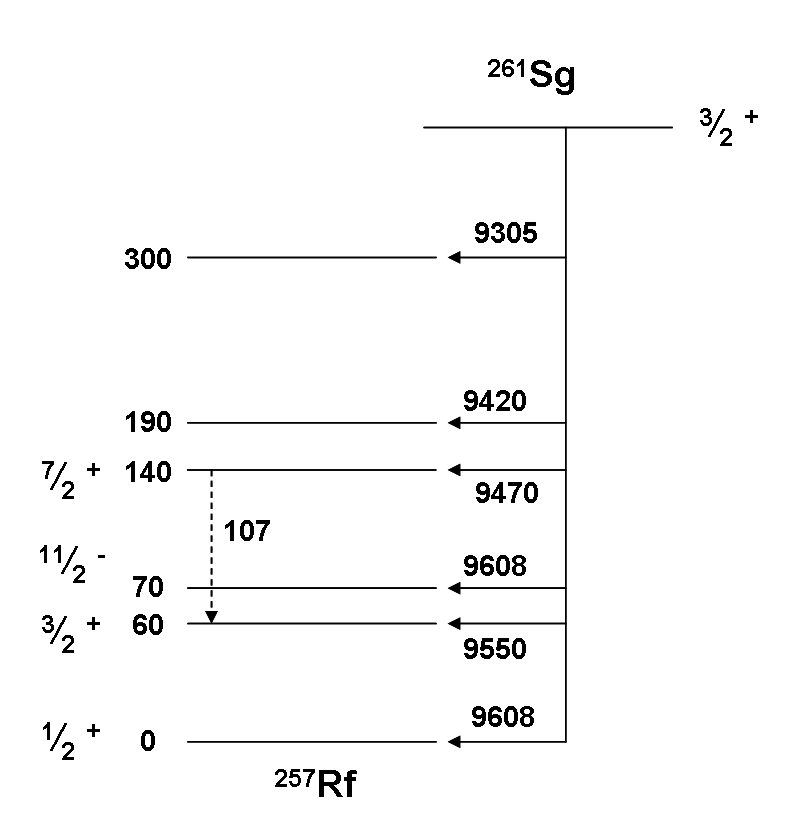
目前被接受的^{261}Sg衰變圖，根據Streicher等人於2003至2006年在重離子研究所的研究

261Sg的衰變光譜圖

### 撤回的同位素
269Sg
1999年聲稱合成293Uuo時，同位素269Sg被辨認為其一衰變產物。它以α放射進行衰變，半衰期為22秒。這次發現在2001年被撤回。該同位素最終於2010年成功被合成。

## 外部連結
- 元素𨭎在洛斯阿拉莫斯国家实验室的介紹（英文）
- —— 𨭎（英文）
- 元素𨭎在The Periodic Table of Videos（諾丁漢大學）的介紹（英文）
- 元素𨭎在Peter van der Krogt elements site的介紹（英文）
- WebElements.com – 𨭎（英文）
- Chemistry in its element podcast (MP3) from the Royal Society of Chemistry's Chemistry World: Seaborgium（页面存档备份，存于）